# وسلن
وسلن (به آلمانی: Wesseln) یک شهر در آلمان است که در دیمارشن واقع شده‌است. وسلن ۱٬۳۴۹ نفر جمعیت دارد.